# ZIP Code
Um ZIP Code é um código postal usado pelo United States Postal Service (USPS). Introduzido em 1963, o formato básico consistia em cinco dígitos. Em 1983, um código ZIP+4 estendido foi introduzido; incluía os cinco dígitos do ZIP Code, seguidos de um hífen e quatro dígitos que indicavam uma localização mais específica.
O termo ZIP é um acrônimo para Zone Improvement Plan; foi escolhido para sugerir que o correio viaja de forma mais eficiente e rápida ("zipando") quando os remetentes usam o código no endereço postal. O termo ZIP Code foi originalmente registrado como uma marca de serviço pelo USPS; seu registro expira em 2030.